# Crepidium foliosum
Crepidium foliosum är en orkidéart som först beskrevs av Walter Kittredge, och fick sitt nu gällande namn av Marg.. Crepidium foliosum ingår i släktet Crepidium, och familjen orkidéer. Inga underarter finns listade i Catalogue of Life.